# Tetranodus
Tetranodus is een kevergeslacht uit de familie van de boktorren (Cerambycidae). De wetenschappelijke naam van het geslacht werd voor het eerst geldig gepubliceerd in 1896 door Linell.

## Soorten
Tetranodus omvat de volgende soorten:
- Tetranodus angulicollis Chemsak, 1969
- Tetranodus copei Chemsak & Linsley, 1988
- Tetranodus niveicollis Linell, 1897
- Tetranodus reticeps (Bates, 1880)
- Tetranodus rugipennis Chemsak, 1969
- Tetranodus tropipennis Chemsak, 1977
- Tetranodus xanthocollis Chemsak, 1977